# Myleus asterias
Myleus asterias és una espècie de peix de la família dels caràcids i de l'ordre dels caraciformes.

## Morfologia
- Els mascles poden assolir 25 cm de llargària total.[4]

## Hàbitat
Viu en zones de clima tropical entre 23 °C - 29 °C de temperatura.

## Distribució geogràfica
Es troba a Sud-amèrica: conca del riu Amazones, les Guaianes i l'Argentina.